# Fuente sonora
El sonido se puede definir como vibraciones mecánicas que se propagan por un medio elástico y denso. Este medio es normalmente el aire; pero también lo hace por cualquier otro medio; ya sea sólido, líquido o gaseoso (el sonido no se propaga en el vacío por la necesidad de este medio). Una fuente sonora es aquella de la cual proceden las vibraciones mecánicas o el emisor que las produce provocando una sensación auditiva a través de cambios de presión.

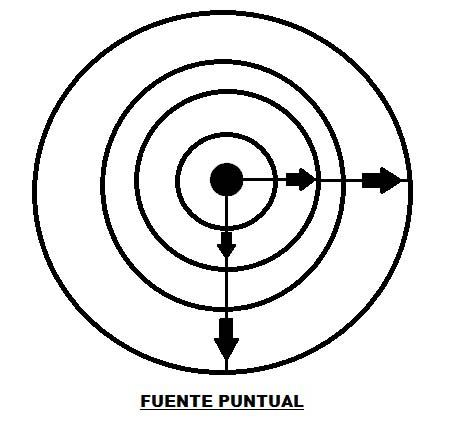
Ejemplo de la emisión de sonido en una fuente puntual.

## Identificación
El ser humano consigue asociar un sonido que capta, con su correspondiente fuente sonora mediante lo que se denomina como técnica binaural. Los sonidos son captados por los dos oídos; gracias a que estos están físicamente separados; nuestro cerebro se vale de este hecho para conjugar la información recibida y compara la diferencia de amplitud, intensidad, tiempo y fase de las dos señales captadas para conseguir así la situación exacta de la fuente sonora.

## Fuente sonora
Se denomina fuente sonora a la parte de donde sale el sonido como una radio un video y una explosión.

## Efectos según la localización
Dependiendo si la fuente sonora está fija o en movimiento, de la distancia a la que se encuentra, del recinto en el que se encuentra, y muchos otros factores. Se producen una serie de efectos en la percepción del sonido que captamos.

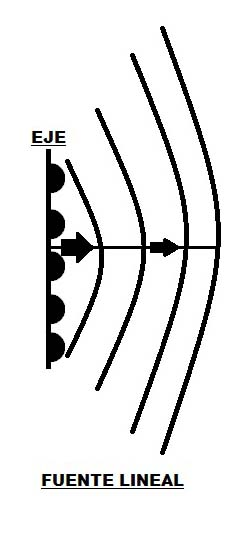
Ejemplo de la emisión de sonido en una fuente lineal.

El efecto Doppler, llamado así por el austríaco Christian Andreas Doppler, es el aparente cambio de frecuencia de una onda producida por el movimiento relativo de la fuente respecto a su observador. Doppler propuso este efecto en 1842 en su tratado Über das farbige Licht der Doppelsterne und einige andere Gestirne des Himmels (Sobre el color de la luz en estrellas binarias y otros astros).

## Tipos
Según la forma en la que una fuente sonora emite las vibraciones mecánicas que forman un sonido, se pueden definir tres tipos de fuentes: las puntuales, plana y las lineales.

### Fuente puntual
Una fuente puntual es aquella que radia un sonido de forma continua y de manera uniforme en todas las direcciones; es decir; que radia energía sonora de forma esférica.
Estas fuentes radian energía sonora de forma esférica, por lo que la intensidad acústica que emiten decrece a una velocidad bastante elevada según nos vamos alejando de dicha fuente. Cada vez que doblamos la distancia con respecto al emisor, la intensidad se reduce en 6 decibelios.
Para calcular la intensidad acústica se utiliza la siguiente fórmula:

### Fuente lineal
Una fuente lineal es aquella que radia un sonido de forma continua a lo largo de una línea imaginaria denominada eje. También se considera una fuente lineal a un grupo de estas con una distancia de separación entre ellas muy reducida (una columna de altavoces o una autopista son unos buenos ejemplos de este caso). 
A diferencia de las fuentes puntuales, las lineales radian energía sonora de forma cilíndrica, por lo que la |intensidad acústica que emiten decrece a menor velocidad según nos vamos alejando de dicha fuente. Más concretamente, cada vez que doblamos la distancia con respecto al emisor, la intensidad se reduce en 3 decibelios.
Para calcular dicha intensidad acústica se utiliza la siguiente fórmula:

### Fuente plana
Una fuente plana es aquella que radia un sonido en una única dirección, no es muy común pero un ejemplo de ella es un pistón pulsante dentro de un recinto cerrado, como un tubo.